# Giampiero Gloder
Giampiero Gloder (Asiago, 15 maggio 1958) è un arcivescovo cattolico italiano, dal 23 febbraio 2024 nunzio apostolico in Romania e Moldavia.

## Biografia
Nasce ad Asiago, in provincia di Vicenza e diocesi di Padova, il 15 maggio 1958.

### Formazione e ministero sacerdotale
Il 4 giugno 1983 viene ordinato presbitero, nella cattedrale di Padova, dall'arcivescovo Filippo Franceschi.
Nel 1990 consegue la licenza in diritto canonico presso la Pontificia università "San Tommaso d'Aquino" e, nel 1992, il dottorato in teologia dogmatica presso la Pontificia Università Gregoriana con un saggio dal titolo Carattere ecclesiale e scientifico della teologia in Paolo VI, che è stato considerato un ottimo contributo agli studi sul pensiero di papa Montini. La conclusione della ricerca di Gloder è che la teologia di Paolo VI sia il punto di inizio dell'ampliamento dell'orizzonte della teologia anche al di fuori dei pronunciamenti magisteriali, per abbracciare l'intera Rivelazione.
Dopo gli studi presso la Pontificia accademia ecclesiastica, entra in servizio della Santa Sede il 1º luglio 1992 e viene assegnato alla nunziatura in Guatemala, dove rimane fino al 1995, quando viene richiamato a Roma dove lavora alla Sezione affari generali della Segreteria di Stato della Santa Sede.
Promosso segretario di prima classe nel 1997 e consigliere di seconda classe nel 2001, diviene consigliere di prima classe nel 2005; nel 2009 è stato nominato capo ufficio con incarichi speciali.
Dal 23 settembre 2003 è prelato d'onore di Sua Santità.

### Ministero episcopale
Il 21 settembre 2013 papa Francesco lo nomina arcivescovo titolare di Telde e presidente della Pontificia accademia ecclesiastica, la prestigiosa istituzione che forma i diplomatici della Santa Sede; succede a Beniamino Stella, nominato prefetto della Congregazione per il clero. Il 24 ottobre successivo riceve l'ordinazione episcopale, con l'arcivescovo Jean-Marie Speich, nella basilica di San Pietro in Vaticano, per l'imposizione delle mani dello stesso pontefice, co-consacranti gli arcivescovi Jean-Pierre Grallet ed Antonio Mattiazzo.
Il 20 dicembre 2014 è nominato vicecamerlengo di Santa Romana Chiesa da papa Francesco; succede a Pier Luigi Celata, dimessosi per raggiunti limiti di età.
Da alcune testate giornalistiche è indicato come ghost writer di papa Benedetto XVI e di papa Francesco, ossia avrebbe collaborato con il papa per la preparazione di omelie e documenti.
L'11 ottobre 2019 papa Francesco lo nomina nunzio apostolico a Cuba; succede a Giorgio Lingua, precedentemente nominato nunzio apostolico in Croazia.
Il 23 febbraio 2024 lo stesso papa lo nomina nunzio apostolico in Romania e Moldavia.

## Genealogia episcopale
La genealogia episcopale è:
- Cardinale Scipione Rebiba
- Cardinale Giulio Antonio Santori
- Cardinale Girolamo Bernerio, O.P.
- Arcivescovo Galeazzo Sanvitale
- Cardinale Ludovico Ludovisi
- Cardinale Luigi Caetani
- Cardinale Ulderico Carpegna
- Cardinale Paluzzo Paluzzi Altieri degli Albertoni
- Papa Benedetto XIII
- Papa Benedetto XIV
- Papa Clemente XIII
- Cardinale Bernardino Giraud
- Cardinale Alessandro Mattei
- Cardinale Pietro Francesco Galleffi
- Cardinale Giacomo Filippo Fransoni
- Cardinale Carlo Sacconi
- Cardinale Edward Henry Howard
- Cardinale Mariano Rampolla del Tindaro
- Cardinale Antonio Vico
- Arcivescovo Filippo Cortesi
- Arcivescovo Zenobio Lorenzo Guilland
- Vescovo Anunciado Serafini
- Cardinale Antonio Quarracino
- Papa Francesco
- Arcivescovo Giampiero Gloder

## Opere
- Carattere ecclesiale e scientifico della teologia in Paolo VI, Milano, Glossa, 1994[9][10]